# Token ring
Token ring je ime krajevnega omrežja s topologijo obroča z žetonom. Pri tej topologiji se uporablja žeton za nedvoumen in izrecen dostop do prenosnega sredstva. Žeton je bitni vzorec, ki potuje po obroču vedno v enaki smeri. Delovna postaja odda svoje sporočilo, ko prejme žeton. Žeton kasneje spet odda v omrežje in z njim oddide njeno sporočilo v omrežje. Token ring spada v nekolizijske protokole in je bil pred uvedbo omrežnih stikal priljubljenejši od etherneta.